# (600) Muse
(600) Muse ((600) Musa) est un astéroïde de la ceinture principale découvert par Joel Hastings Metcalf le 14 juin 1906.
Il a été ainsi baptisé en référence aux Muses, déesses présidant aux arts dans la mythologie grecque.